# Pachycondyla leveillei
Pachycondyla leveillei är en myrart som först beskrevs av Carlo Emery 1890.  Pachycondyla leveillei ingår i släktet Pachycondyla och familjen myror. Inga underarter finns listade i Catalogue of Life.